# Eilema angulifera
Eilema angulifera là một loài bướm đêm thuộc phân họ Arctiinae, họ Erebidae.